# Eriobotrya salwinensis
Eriobotrya salwinensis là loài thực vật có hoa trong họ Hoa hồng. Loài này được Hand.-Mazz. mô tả khoa học đầu tiên năm 1933.